# Inoponibilidad
La inoponibilidad es la ineficacia de un acto jurídico o la ineficacia derivada de su nulidad, respecto de ciertos terceros, por no haber cumplido las partes algún requisito externo, dirigido precisamente a proteger a los terceros.
- La inoponibilidad dice relación, no con quienes celebraron el acto jurídico, sino con quienes no han intervenido con su perfeccionamiento, el acto jurídico produce consecuencias eficaces entre las partes.

- Ahora bien, las causales de inoponibilidad son variables. Otras causales en las cuales no se producen los efectos del acto jurídico, es decir otras causales de ineficacia,también que algunos autores distinguen entre la invalidez y la ineficacia.

El acto jurídico no produce todos sus efectos por una irregularidad interna o intrínseca del acto jurídico, porque falta un elemento de validez, por ejemplo cuando la voluntad está viciada por algún vicio del consentimiento, en ese caso no hay validez, lo que provoca una ausencia de consecuencias de Derecho.
Estamos frente a la ineficacia propiamente tal, cuando el acto jurídico no produce efectos por una razón externa a él mismo.
Ahora bien la palabra ineficacia también se emplea en un sentido amplio, comprensivo tanto respecto a la eficacia como a la validez, cada vez que un acto jurídico no produzca efectos ya sea por un defecto interno o por un defecto externo a dichos actos o contratos. Analizamos otros motivos distintos de la inexistencia la nulidad y la inoponibilidad en las que en definitiva el acto jurídico no produce sus efectos jurídicos.